# Pelicozaur
Pelicozaurii (de la grecescul pelyx = secure și sauros = șopârlă) reprezintă grup de sinapside apărut la sfârșitul carboniferului, care a dominat spațiul terestru timp de mai multe milioane de ani. Multe dintre aceste animale dispar în permian și definitiv la sfârșitul lui.